# SMS Budapest
SMS Budapest – pancernik obrony wybrzeża typu Monarch, zbudowany dla Austro-Węgierskiej Marynarki Wojennej w latach 90. XIX wieku. Po wejściu do służby, SMS „Budapest” i dwa pozostałe okręty z tego typu odbyły kilka rejsów treningowych po Morzu Śródziemnym w pierwszych latach XX wieku. „Budapest” oraz jego siostrzane okręty tworzyły I Dywizjon Okrętów Marynarki Austro-Węgier, dopóki nie zostały zastąpione przez przeddrednoty typu Habsburg na przełomie wieku. W 1906 roku trzy okręty typu Monarch zostały przeniesione do rezerwy i były przywracane do służby liniowej jedynie podczas corocznych manewrów treningowych. Po wybuchu I wojny światowej okręty zostały przywrócone do służby i utworzyły V Dywizjon Okrętów.
W sierpniu 1914 roku dywizjon został wysłany do Kotoru w celu ostrzelania francuskiej i czarnogórskiej artylerii, która atakowała tamtejszy port. „Wien” i „Budapest” pozostały tam do połowy 1917 r. We wrześniu oba okręty zostały wysłane do Triestu w celu wykonania bombardowania artyleryjskiego włoskich fortyfikacji w Zatoce Triesteńskiej. W nocy z 9 na 10 grudnia 1917 roku dwie włoskie łodzie torpedowe zdołały wejść niezauważone do portu i odpalić torpedy w stronę zacumowanych pancerników. „Budapest” nie otrzymał trafień, ale „Wien” został ugodzony dwiema torpedami i zatonął w ciągu niecałych pięciu minut, tracąc 46 członków załogi. „Budapest” został wycofany ze służby na początku 1918 r. i został przerobiony na hulk mieszkalny dla załóg niemieckich U-Bootów. W czerwcu okręt został wyposażony w haubicę oblężniczą kal. 380 mm do ostrzału wybrzeża. Ze względu na brak amunicji haubica została zdemontowana, zanim kiedykolwiek została użyta i „Budapest” powrócił do swojej poprzedniej roli.

## Opis techniczny i budowa

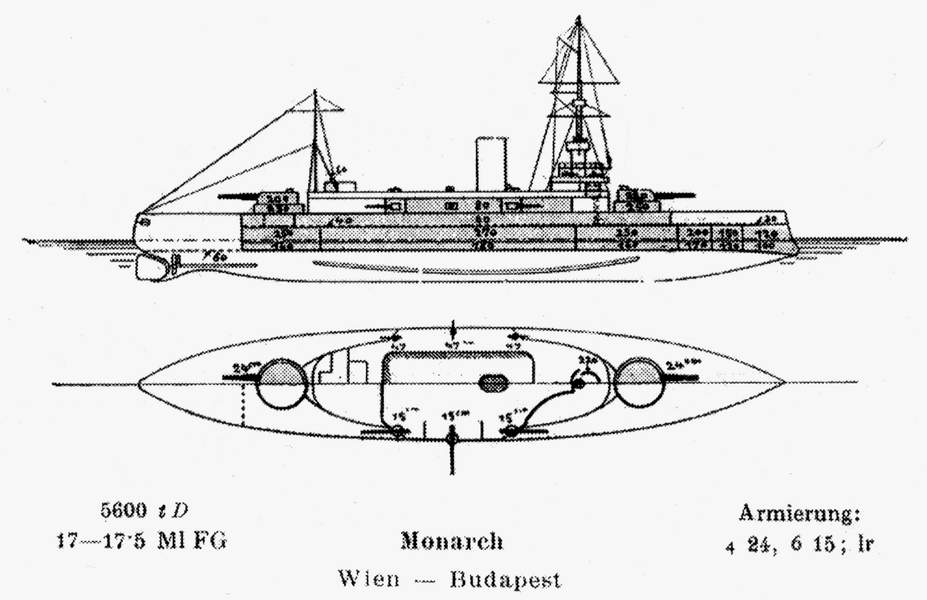
Rzut z lewej burty i plan pokładu pancernika obrony wybrzeża typu Monarch; zacieniowana powierzchnia jest opancerzona

Ze względu na jedynie 5878 ton maksymalnej wyporności, okręty typu Monarch były ponad dwa razy lżejsze od pancerników innych głównych flot w tamtym czasie i były oficjalnie zaprojektowane jako okręty obrony wybrzeża. Jedyna austro-węgierska linia brzegowa znajdowała się nad Morzem Adriatyckim i rząd tego kraju wierzył, że rola jego marynarki ograniczała się do obrony własnego wybrzeża.
Całkowita długość okrętu wynosiła 99,22 m, szerokość 17 m, a zanurzenie 6,4 metra. Jego czterocylindrowe maszyny parowe potrójnego rozprężania wytwarzały moc 9100 KM (6800 kW) używając pary z 16 kotłów parowych Belleville. To pozwalało mu osiągać prędkość maksymalną 17,5 węzła. Maksymalna ładowność węgla, wynosząca 500 ton, dawała okrętowi zasięg 3500 mil morskich (6500 km) przy prędkości 9 węzłów. Załoga składała się z 26 oficerów i 397 marynarzy, razem 423 załogantów.
Uzbrojenie główne pancernika składało się z czterech dział kal. 240 mm o długości lufy 40 kalibrów (L/40), po dwa w dwóch wieżach artyleryjskich, umieszczonych w osi symetrii kadłuba na nadbudówce na dziobie i rufie. Działa były produkcji niemieckiego Kruppa (model C94, zaprojektowane w 1894 r.) i strzelały pociskami o masie 215 kg. Wybór kalibru 240 mm, mniejszego od stosowanych na świecie, był wynikiem kompromisu pomiędzy chęcią zapewnienia dużej mocy bojowej okrętów, a ograniczeniami ich wielkości. Nowoczesne działa tego kalibru zapewniały dużą szybkostrzelność, do 2 strzałów na minutę, przy przebijalności pancerza podobnej do starych dział 305 mm, a wybór większych dział wiązałby się ze zmniejszeniem liczby luf. Sektor ostrzału w poziomie dla każdej z wież wynosił 260 stopni, kąt podniesienia luf – od -4° (według innych danych -5°) do +25°. Wieże miały napędy elektrohydrauliczne. Zapas amunicji wynosił 80 pocisków na działo. Artylerię średnią stanowiło sześć 150-milimetrowych dział Škoda umiejscowionych w kazamatach nadbudówki. Uzbrojenie obronne przeciwko kutrom torpedowym składało się z 10 szybkostrzelnych dział Škoda kal. 47 mm i czterech szybkostrzelnych dział Hotchkiss kal. 47 mm. Okręt posiadał również dwie stałe wyrzutnie torped kal. 450 mm, po jednej na każdej burcie kadłuba. Każda wyrzutnia torped miała dwie torpedy.
Pancerz burtowy ze stali niklowej miał 120-270 mm grubości, natomiast wieże artyleryjskie były chronione przez 250 mm pancerza. Kazamaty posiadały 80-milimetrowy pancerz, podczas gdy wieża dowodzenia miała 220 mm pancerza. Pancerz pokładu miał 40 mm lub 60 mm  grubości.
Okręty typu Monarch zostały zamówione w maju 1892 roku. „Wien” oraz „Budapest” zostały zbudowane w stoczni Stabilimento Tecnico Triestino w Trieście. Stępki pod oba okręty położono 16 lutego 1893 roku i były to pierwsze okręty z typu, w których zaczęto montować kadłub. „Budapest” został zwodowany 27 kwietnia 1896 roku z hrabiną Marie Széchényí-Andrássy jako matką chrzestną. Okręt został wprowadzony do służby 12 maja 1898 roku.

## Służba

### Czas pokoju
„Budapest” i jego siostrzane okręty utworzyły I Dywizjon Okrętów (I. Schwere Division). W grudniu 1898 roku okręt został wyposażony w radio Marconiego i niedługo potem przeprowadził pierwsze w marynarce testy telegrafu bezprzewodowego. Na początku 1902 r. okręty odbyły kolejny rejs treningowy, po zachodnim Morzu Śródziemnym, z wizytami w portach w Algierii, Hiszpanii, Francji, na Korfu i w Albanii. Tego samego roku okręt został wyposażony w radio Siemens-Braun. W marcu 1903 roku, w Gruž (obecnie część Dubrownika), okręty dywizjonu zostały poddane inspekcji przez arcyksięcia Franciszka Ferdynanda, kandydata do tronu Austro-Węgier. Następnie „Wien”, „Budapest”, pancernik „Habsburg” i niszczyciel „Magnet” odbyły rejs po wschodnim Morzu Śródziemnym. W 1904 r. okręty typu Monarch utworzyły II Dywizjon Okrętów i wzięły udział w rejsach po Morzu Adriatyckim i Śródziemnym, jak również w treningu, w którym trzy nowe okręty typu Habsburg zaangażowały „Wien” i jego siostrzane okręty w pozorowaną bitwę. W manewrach tych po raz pierwszy uczestniczyły dwie jednolite eskadry, składające się z pancerników takiego samego typu, służących w Austro-Węgierskiej Marynarce Wojennej.
1 stycznia 1906 roku okręty typu Monarch zostały przeniesione do nowo utworzonej Eskadry Rezerwowej i były przywracane do służby jedynie podczas corocznych letnich manewrów. We wrześniu okręty wzięły udział w paradzie floty dokonanej dla arcyksięcia Franciszka Ferdynanda, która odbyła się w kanale Koločepskim, niedaleko wyspy Šipan. Na początku 1913 r. okręty zostały na krótko przywrócone do służby jako IV Dywizjon, ze względu na wybuch II wojny bałkańskiej, ale zostały ponownie wycofane 10 marca.

### I wojna światowa

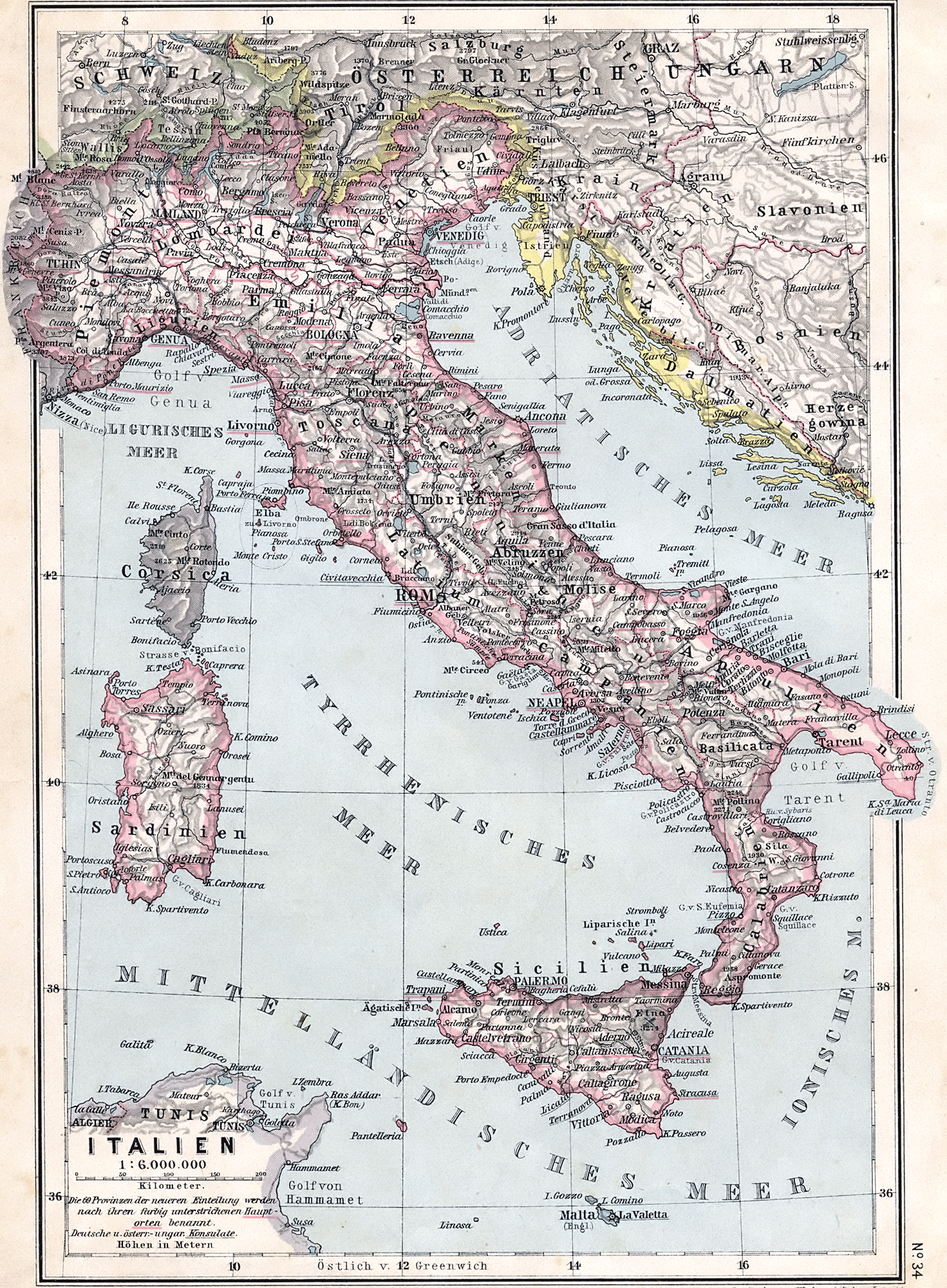
Mapa górnego Adriatyku

Wraz z wybuchem I wojny światowej, trzy okręty typu Monarch zostały przywrócone do służby, tworząc V Dywizjon Okrętów. Pancerniki zostały wysłane do Zatoki Kotorskiej w celu ostrzelania czarnogórskiej baterii artyleryjskiej na górze Lovćen, atakującej austro-węgierską bazę morską w Kotorze i fortyfikacje obronne. „Wien” i pozostałe dwa okręty przybyły 13 sierpnia 1914 roku, jednak nie były w stanie podnieść swoich dział na tyle wysoko, aby móc ostrzelać wrogą artylerię, która 19 października została wzmocniona o osiem francuskich dział. Dwa dni później pancernik „Radetzky” został wezwany, aby uporać się z wrogimi działami. Okręt zdołał zniszczyć kilka francuskich dział i zmusił pozostałe do opuszczenia pozycji 27 października. Pancerniki pozostały w Kotorze do połowy 1917 r., w celu zapobiegania kolejnym atakom. W sierpniu „Wien” i „Budapest” zostały przeniesione do Triestu jako okręty obronne przeciwko włoskim desantom. Ze względu na intensywne włoskie ataki lotnicze po przybyciu okrętów, 26 sierpnia, oba pancerniki zostały wyposażone w 66-milimetrowe działo przeciwlotnicze. 5 września „Wien” został uszkodzony poprzez bliski wybuch bomby. Oba okręty wycofały się do Puli 12 września 1917 roku.
Okręty powróciły do Triestu 30 października i 16 listopada 1917 roku wpłynęły do Zatoki Triesteńskiej w celu ostrzelania włoskich pozycji obrony wybrzeża w Cortellazzo, niedaleko ujścia rzeki Piawy. „Wien” i „Budapest” otworzyły ogień o 10:35 na odległość 9-10 km i po około pół godziny zniszczyły większość włoskich dział. Ich atak został zakłócony przez kilka nieudanych ataków włoskiego lotnictwa, a następnie bardziej skoordynowanym atakiem pięciu łodzi torpedowych MAS (Motoscafo armato silurante) i pięciu samolotów o 13:30. Ten atak również nie przyniósł efektów i ostatnie włoskie działo zostało wyeliminowane około godziny później. „Wien” został trafiony siedem razy w nadbudówkę, lecz uszkodzenia były niewielkie; żaden członek załogi nie został ranny.
Cesarz Karol I przeprowadził inspekcję okrętu 19 listopada 1917 roku w Trieście. Żądna zemsty na Austro-Węgrzech Regia Marina planowała zaatakować dwa okręty w miejscu ich cumowania w Zatoce Triesteńskiej, w pobliżu miejscowości Muggia, niedaleko Triestu, za pomocą łodzi MAS. W nocy z 9 na 10 grudnia 1917 roku dwie łodzie torpedowe zdołały wejść niezauważone do portu i o 02:32 wystrzelić torpedy w kierunku dwóch pancerników. Torpedy wystrzelone w kierunku „Budapestu” trafiły w molo i w lądowisko dla wodnosamolotów, lecz „Wien” otrzymał dwa trafienia torpedami wystrzelonymi z łodzi MAS 9, dowodzonej przez komandora podporucznika (tenente di vascello) Luigiego Rizzo. Torpedy wybiły ponad 10-metrową wyrwę w poszyciu kadłuba na wysokości kotłowni. Wszystkie grodzie wodoszczelne były otwarte i, mimo prób przeciwdziałania przechyłowi w postaci zalania zbiorników balastowych po drugiej stronie okrętu, „Wien” przewrócił się do góry stępką. W wyniku ataku zginęło 46 członków załogi. Obie włoskie łodzie torpedowe uciekły niewykryte, a Rizzo został odznaczony Złotym Medalem za Męstwo Wojskowe.
„Budapest” został wyznaczony do bombardowania artyleryjskiego wybrzeża planowanego na 12 grudnia 1917 roku, lecz z powodu złej pogody ostrzał przełożono o tydzień. 19 grudnia, eskortowane przez lekki krążownik „Admiral Spaun”, sześć niszczycieli, dziewięć łodzi torpedowych i tuzin trałowców, „Budapest” i przeddrenot „Árpád” ostrzeliwały fortyfikacje w Castellazzo. Dwa dni później okręt został przeniesiony do Puli i 11 marca 1918 roku wycofany ze służby. Pancernik został przerobiony na hulk mieszkalny dla załóg niemieckich U-Bootów (Wohnschiff der U-Bootleitung). Jednak już tydzień później admirał Franz von Keil zaproponował, aby zamontowano na okręcie haubicę oblężniczą kal. 380 mm w celu ostrzału fortyfikacji w Castellazzo. 26 marca rozpoczęto demontowanie dziobowej wieży artyleryjskiej i jej barbety. Instalacja haubicy została zakończona 4 kwietnia, lecz przetestowano ją dopiero 4 czerwca, kiedy oddano trzy strzały. Okręt został przywrócony do służby ze zredukowaną załogą i 6 sierpnia oddano jeden ćwiczebny strzał z niezadowalającym rezultatem. Kolejne ćwiczenia zostały zaplanowane na 20 sierpnia, lecz zostały odwołane z powodu braku amunicji. Haubica została zdemontowana 11 października i przekazana armii sześć dni później. „Budapest” powrócił do swojej poprzedniej roli i pozostawał w Puli.
W styczniu 1920 roku został przekazany Wielkiej Brytanii w ramach reparacji wojennych i złomowany w 1921 r. we Włoszech.

## Dalsza lektura
- René Greger: Austro-Hungarian Warships of World War I. London: Ian Allan, 1976. ISBN 0-7110-0623-7. (ang.). Brak numerów stron w książce